# Lembung
Lembung is een bestuurslaag in het regentschap Pamekasan van de provincie Oost-Java, Indonesië. Lembung telt 1271 inwoners (volkstelling 2010).